# Henri-Edmond Canonne
Henri-Edmond Canonne (geboren am 4. September 1867 in Saint-Amand-les-Eaux; gestorben 1961) war ein französischer Apotheker, Unternehmer und Kunstsammler.

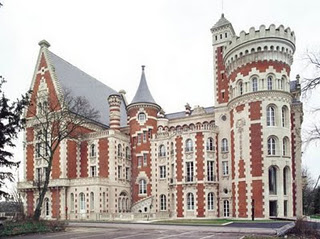
Schloss Hennemont, 1907 für Henri Canonne erbaut

## Leben
Henri Canonne kam 1867 als Sohn von Émile Canonne und seiner Frau Flavie Joséphine Alice, geborene Prevost, im nordfranzösischen Saint-Amand-les-Eaux zur Welt. Nach seiner Ausbildung ließ er sich zunächst als Apotheker in Lille nieder. 1899 zog er nach Paris, wo er eine Apotheke in der Rue de Réaumur Nr. 49 gegenüber einer Filiale der Einzelhandelskette Félix Potin eröffnete. Neben Medikamenten verkaufte er dort unterschiedliche Produkte wie Fotokameras und eine große Auswahl an Mineralwässern. Er bot seine Waren zu günstigen Preisen an und bewarb sein Geschäft mit dem Slogan „Vendre bon pour vendre beaucoup. Vendre beaucoup pour vendre bon marché“ („Gut verkaufen um viel zu verkaufen. Viel verkaufen um es billig zu verkaufen.“) Zudem versandte Canonne seine Waren auch direkt zu den Kunden nach Haus.
Im Jahr 1900 erfand er das Kräuterbonbon Valda, das Atembeschwerden, Erkältungen und Halsreizungen lindern sollte. Die bis in die Gegenwart produzierten Pastillen enthalten neben anderen Wirkstoffen Eukalyptusöl und Pfefferminze. Durch geschickte Vermarktung stieg entsprechend die Nachfrage nach den Valda-Pastillen, die per Direktbelieferung an allen Pariser Bahnhöfen erhältlich waren. Später wurden die Kräuterpastillen in rund vierzig Länder exportiert und auch im Ausland hergestellt. Für seine Verdienste um die Exportwirtschaft wurde Canonne 1911 in die Ehrenlegion aufgenommen.
1907 ließ Canonne als Landsitz das Schloss Hennemont in Saint-Germain-en-Laye errichten. Es ist als Monument historique denkmalgeschützt und wird seit 1951 vom heutigen Lycée International de Saint-Germain-en-Laye genutzt. Weiterhin trug Canonne eine umfangreiche Kunstsammlung zusammen. Hierzu gehörten etwa vierzig Gemälde von Claude Monet, Pierre-Auguste Renoir, Paul Cézanne, Henri Edmond Cross, Paul Signac, Pierre Bonard und weiteren Künstlern. 2025 gaben Canonnes Nachfahren 33 Werke der Sammlung zur Versteigerung, darunter Arbeiten von Pierre-Auguste Renoir, Camille Pissarro, Albert Marquet, Pierre Bonnard, Narcisso Virgilio Díaz de la Peña, Ker-Xavier Roussel, Maurice Utrillo, Raoul Dufy, Johan Barthold Jongkind, Eugène Boudin und Maurice de Vlaminck.

## Sammlung Canonne (Auswahl)

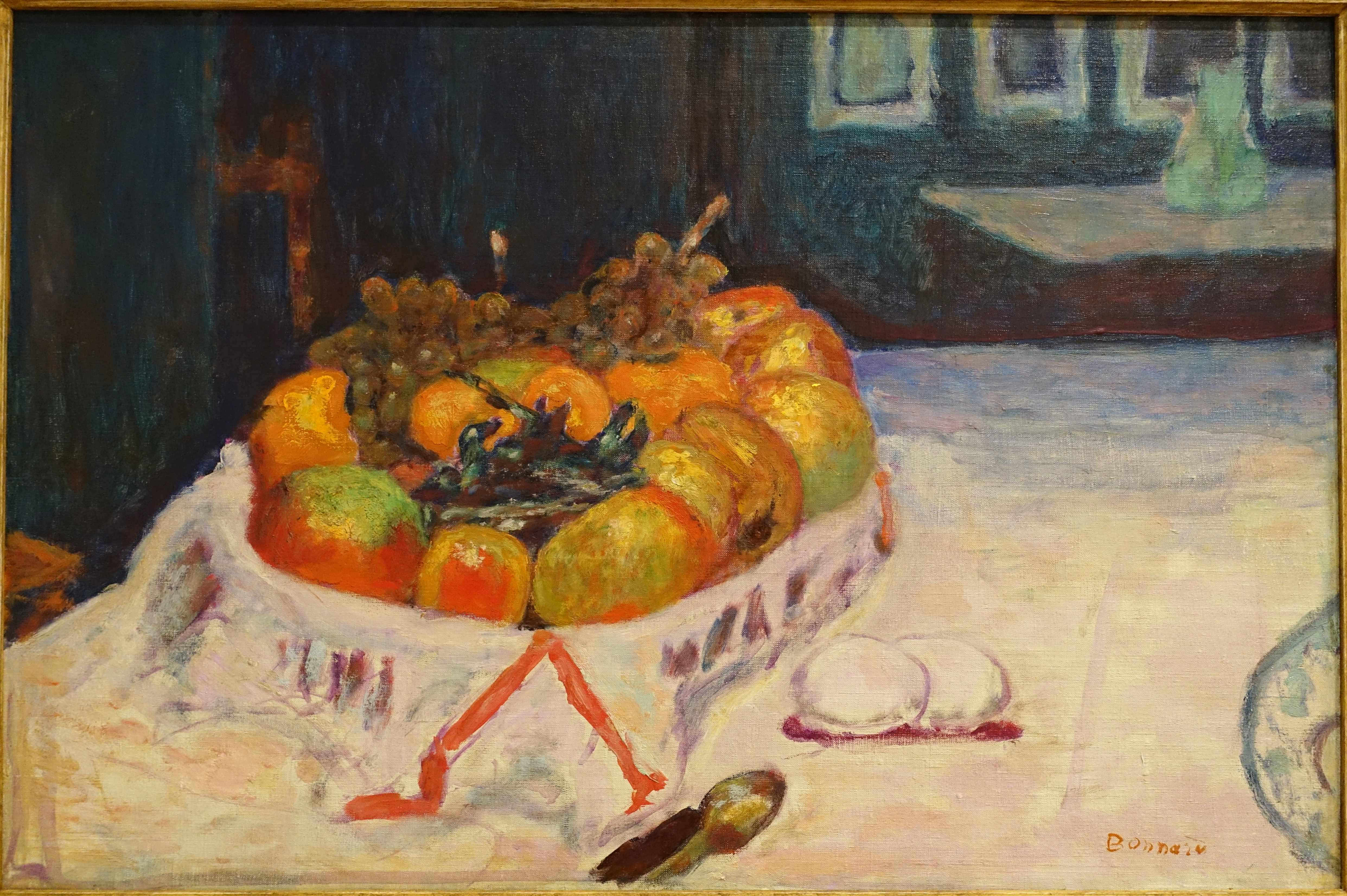
Pierre Bonard: Interieur mit Früchtestillleben, Fogg Art Museum, Cambridge
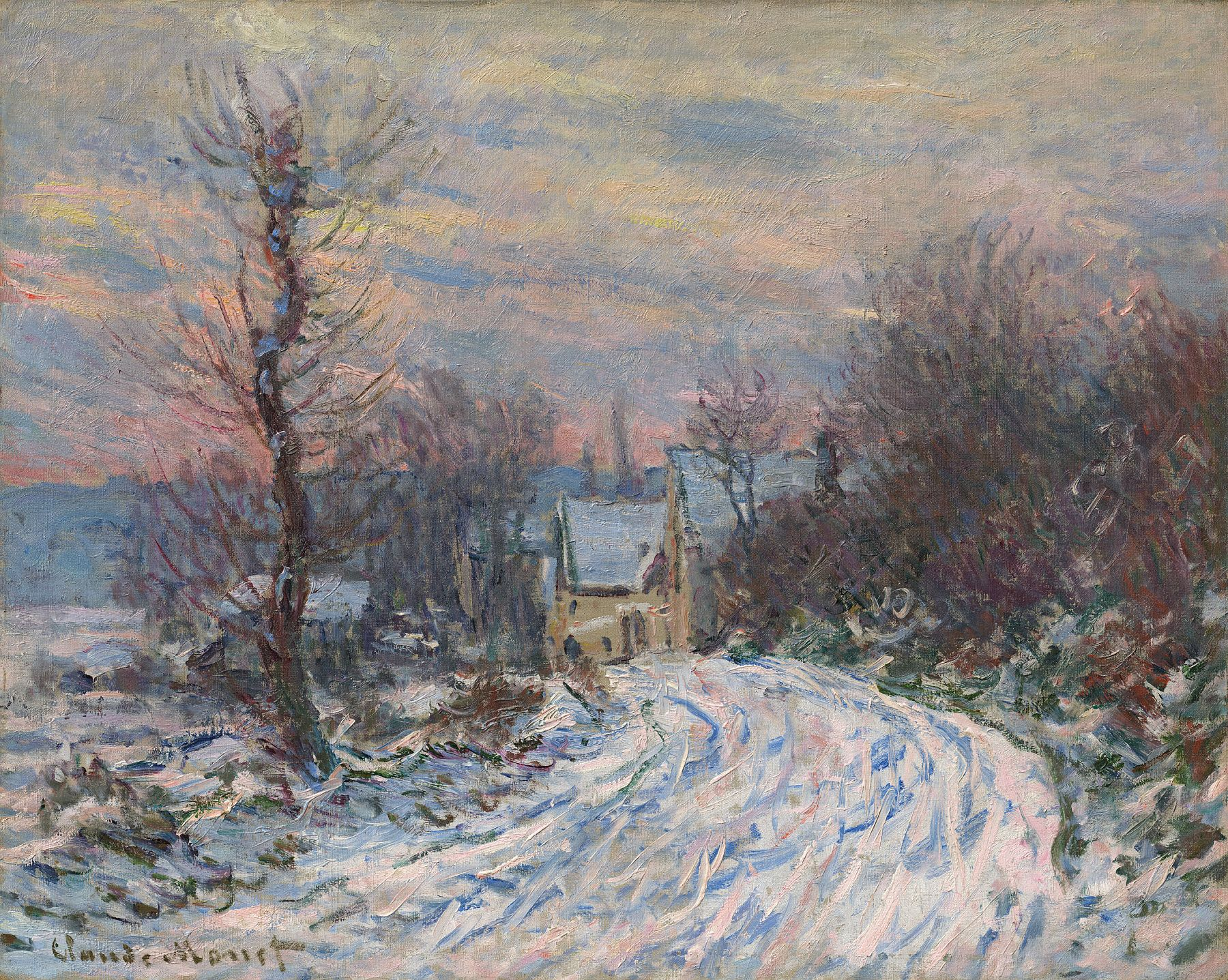
Claude Monet: Ortseingang von Giverny im Winter, Museum Barberini, Potsdam
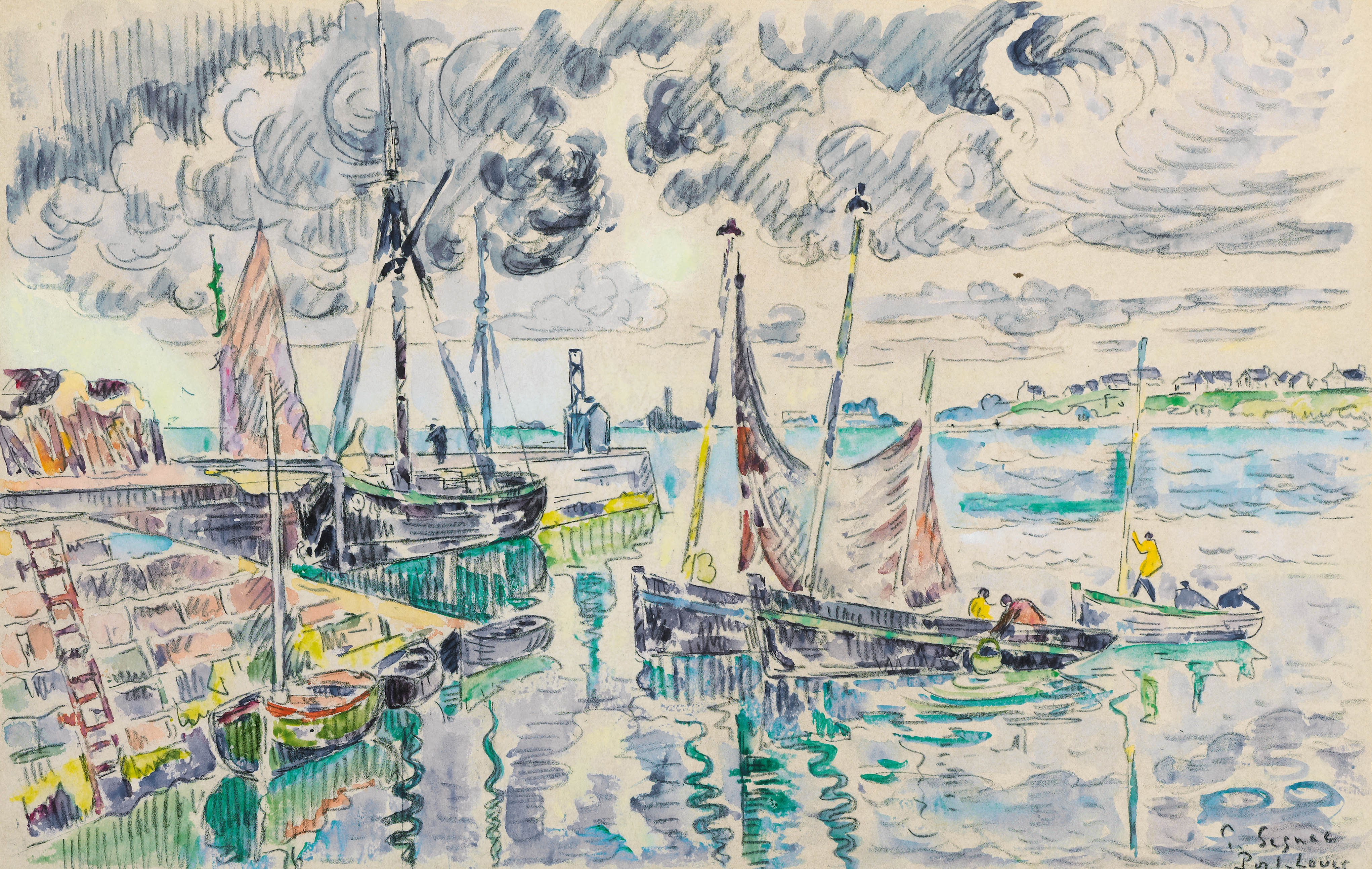
Paul Signac: Port Louis, Privatsammlung
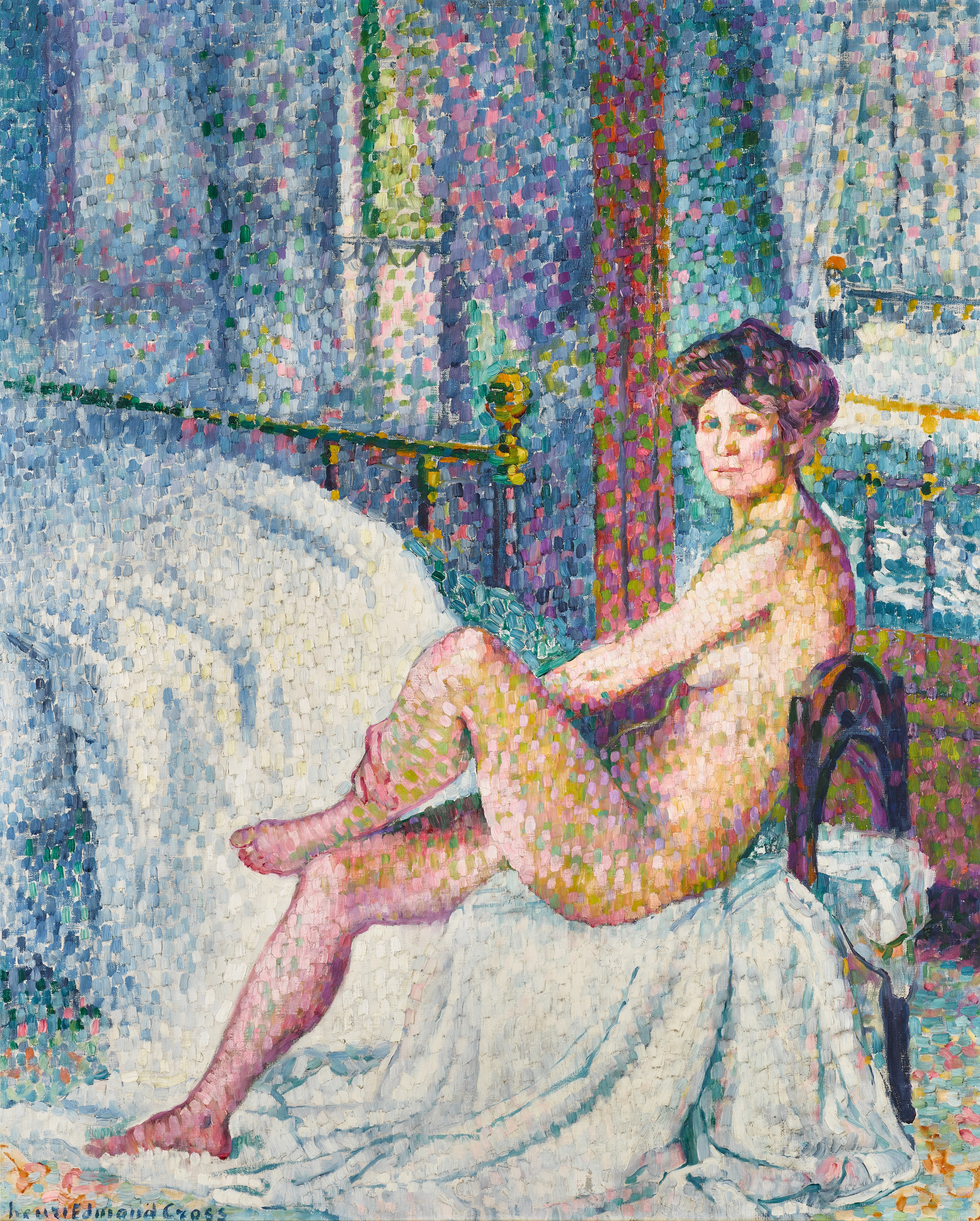
Henri Edmond Cross: La toilette, Privatsammlung
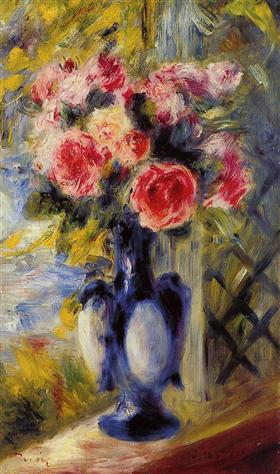
Pierre-Auguste Renoir: Bouquet de roses dans un vase bleu, Privatsammlung